# آب‌سنگ حلقوی نامو
آب‌سنگ حلقوی نامو (به لاتین: Namu Atoll) یک آب‌سنگ حلقوی در جزایر مارشال است که در زنجیره رالیک واقع شده‌است. آب‌سنگ حلقوی نامو ۶٫۲۷ کیلومتر مربع مساحت و ۸۰۱ نفر جمعیت دارد و ۳ متر بالاتر از سطح دریا واقع شده‌است.